# 2021-es baden-württembergi tartományi választás
A 2021-es baden-württembergi tartományi parlamenti választás volt a 17. tartományi választás Baden-Württemberg német tartományban. A választás időpontja 2021. március 14. volt. 

## Választási rendszer
A tartományban vegyes választási rendszert használnak, igaz a tartományban nem használnak választási listát. 70 főt az "első-utólagos szavazással", 50 főt pedig választókerületekből. A tartományi parlament létszáma minimum 120 fő (jelenleg 143 fős a parlamentjük). Ha 120 fő feletti a tervezett parlament létszáma, akkor a maradék képviselőket a levélszavazatokkal választják be. A bejutási küszöb 5%. 

## Pártok
A 2016-os választáson mandátumot szerzett pártok:
| Párt neve | Párt neve | Párt neve                                                                   | Ideológia                | Miniszterelnök-jelölt | A párt tartományi vezetője       | 2016-os választás | 2016-os választás |
| Párt neve | Párt neve | Párt neve                                                                   | Ideológia                | Miniszterelnök-jelölt | A párt tartományi vezetője       | %                 | Mandátumok        |
| --------- | --------- | --------------------------------------------------------------------------- | ------------------------ | --------------------- | -------------------------------- | ----------------- | ----------------- |
|           | Grüne     | Szövetség 90'/Zöldek Bündnis 90/Grüne                                       | zöldpolitika             | Winfried Kretschmann  | Sandra Detzer Oliver Hildenbrand | 30,3              | 47 / 143          |
|           | CDU       | Kereszténydemokrata Unió Christlich Demokratische Union Deutschlands        | kereszténydemokrácia     | Susanne Eisenmann     | Thomas Strobl                    | 27,0              | 42 / 143          |
|           | AfD       | Alternatíva Németországért Alternative für Deutschland                      | nemzeti konzervativizmus |                       | Alice Weidel                     | 15,1              | 23 / 143          |
|           | SPD       | Németország Szociáldemokrata Pártja Sozialdemokratische Partei Deutschlands | szociáldemokrácia        | Andreas Stoch         | Andreas Stroch                   | 12,7              | 19 / 143          |
|           | FDP       | Német Szabaddemokrata Párt Freie Demokratische Partei                       | liberalizmus             | Hans-Ulrich Rülke     | Michael Theurer                  | 8,3               | 12 / 143          |

## Közvélemény-kutatások
A közvélemény-kutatások leginkább a Grüne újabb győzelmét mutatják. Mögötte második helyen a CDU áll. Az AfD, az SPD és az FDP szintén biztos bejutó. A Die Linke csak néhány közvélemény-kutatásban tudja elérni az 5 százalékot. Más pártok egyáltalán nem esélyesek a bejutásra.

## Eredmények

A választási eredmények választókerületenként

### Felmérések
| Felmérés időpontja     | Cég             | Párt neve | Párt neve | Párt neve | Párt neve | Párt neve | Párt neve | Párt neve    |
| Felmérés időpontja     | Cég             | Grüne     | CDU       | AfD       | SPD       | FDP       | Linke     | egyéb pártok |
| ---------------------- | --------------- | --------- | --------- | --------- | --------- | --------- | --------- | ------------ |
| Felmérés időpontja     | Cég             |           |           |           |           |           |           |              |
| 2020. március 5.-10.   | Intrafest dimap | 36        | 23        | 14        | 11        | 7         | 5         | 4            |
| 2020. április 15.-20.  | INSA            | 29        | 31        | 11        | 13        | 7         | 4         | 5            |
| 2020. április 27.-28.  | Intrafest dimap | 34        | 30        | 12        | 11        | 6         | 3         | 4            |
| 2020. szeptember 2.-9. | INSA            | 28        | 31        | 12        | 12        | 7         | 5         | 5            |
| 2020. október 8.-13.   | Intrafest dimap | 34        | 29        | 11        | 11        | 6         | 4         | 5            |
| 2020. november 10.-16. | INSA            | 29        | 31        | 12        | 11        | 7         | 5         | 5            |
| 2020. december 14.-16. | Intrafest dimap | 35        | 30        | 11        | 10        | 7         | 3         | 4            |
| 2021. január 5.-11.    | INSA            | 30        | 30        | 12        | 12        | 8         | 4         | 4            |

## Fordítás
- Ez a szócikk részben vagy egészben  a(z)   2021 Baden-Württemberg state election című angol Wikipédia-szócikk ezen változatának fordításán alapul.  Az eredeti cikk szerkesztőit annak laptörténete sorolja fel. Ez a jelzés csupán a megfogalmazás eredetét és a szerzői jogokat jelzi, nem szolgál a cikkben szereplő információk forrásmegjelöléseként.